# Полиелей
Полиеле́й (от греч. Πολυέλεος; πολύ — «много» и ἔλεος — «милость, сострадание») — наиболее торжественная часть Всенощного бдения или праздничной утрени. Совершается перед пением канона. Начинается с торжественного выхода духовенства из алтаря через Царские врата на середину храма при пении псалмов 134—135. В некоторых случаях, например, в Богослужебных указаниях на каждый год, «полиелеем» называются только эти два псалма.
В 17-й главе Типикона можно встретить дословный перевод греческого слова полиелей на русский язык — «многомилостиво». Встречается и такой неверный перевод, как «многомаслие». Это произошло от того, что греческие слова ἔλεος («милость») и ἔλαιον («масло») — созвучны. Масло (елей) широко использовалось на полиелее, когда зажигалось множество светильников (в отсутствии электричества — лампад), и до настоящего времени продолжается обычай совершения архиереем или священником крестообразного помазания освящённым елеем чела каждого прикладывающегося к праздничной иконе.

## Порядок совершения полиелея
По церковному уставу, после стихословия Псалтири (чтения кафизм), малой ектении, седальна с богородичным и чтения святоотеческого поучения,
- возжигаются все светильники (елейные лампады) в храме. Обилие света зна́менует нетварный Свет Христов, явленный в Его воплощении и воскресении из мёртвых.
- отверзаются Царские врата, и священник (может быть и архиерей) в сопровождении других священников и диаконов, выходит на средину храма к иконе праздника на аналое, по обеим сторонам которого выстраиваются в две параллельные шеренги. Настоятель раздаёт сослужителям и стоящему в храме народу по одной горящей свече каждому (2-я глава Типикона). Затем он кадит праздничную икону в центре храма когда поётся величание, потом — престол и весь алтарь, иконостас, хоры, молящихся и весь храм. Величание поётся несколько раз попеременно со стихами избранного псалма. Под воскресные дни поются тропари по непорочных «Ангельский собор удивися…» с припевом «Благословен еси Господи…».
- Малая ектения, возглас священника.
- ипакои, седальны, богородичен.
- Степенные антифоны гласа (чаще всего 4-го).
- прокимен со стихом.
- «Всякое дыхание…» со стихом.
- чтение Евангелия.
- «Воскресение Христово видевше…» (под воскресные дни).
- Пс. 50. По Типикону, священник через Царские врата должен вынести Евангелие, держа Его у своей груди, а предстоятель (настоятель монастыря) первым подойти, сделать два поясных поклона, поцеловать Евангелие, ещё раз поклониться, затем хорам певчих и отойти на место своё. Также и прочие братия по старшинству должны творить поклонения, целовать Евангелие и снова кланяться и к настоятелю поклон.
- пение «Слава… Молитвами апостолов… И ныне… Молитвами Богородицы… Помилуй мя Боже… Воскрес Иисус от гроба…», или иная стихира.
- по целовании Евангелия, священник должен осенить Им братию, и унести Его в алтарь.
- диакон: «Спаси Боже люди твоя…»
- Господи помилуй — 12 раз.
- иерей «Милостию и щедротами…»

Начинается канон. В современной соборно-приходской практике РПЦ именно после полиелея настоятель, сослужители и все присутствующие на богослужении подходят к иконе праздника и прикладываются к ней (или к Евангелию). В память братской трапезы древних христиан, которая сопровождалась помазанием благовонным маслом, священник начертывает знак креста на челе каждого подходящего к иконе.

## Дни совершения
По уставу полиелей совершается на праздничной утрене в дни (точнее, накануне) великих и средних праздников, обозначенных знаками ,  или . Также полиелей положено совершать на каждый престольный праздник. В этих случаях после стихов псалмов 134—135 поётся величание со стихами из избранных псалмов.
Кроме этого полиелей в современной практике принято совершать каждое воскресенье, однако, в соответствии с уставом, на воскресном полиелее в определённые периоды года псалмы 134—135 псалмы должны заменяться 17-й кафизмой («Непорочными»):
1. от недели Антипасхи до отдания Воздвижения 22 сентября (5 октября),
2. от предпразднства Рождества Христова 20 декабря (2 января) до отдания Крещения 14 (27) января и
3. от Сырной седмицы до Страстной седмицы.

В Страстную и Светлую седмицы, несмотря на максимальную (пасхальную) торжественность богослужения, полиелей не совершается, за исключением случаев, если в это время случится Благовещение 25 марта (7 апреля), Георгий Победоносец 23 апреля (6 мая) или престольный праздник.

## Полиелей в период пения Триоди
В подготовительные недели к Великому посту (блудного сына, сыропустную, мясопустную) к полиелейным псалмам 134—135 прибавляют 136-й псалом «На реках вавилонских…» с «Аллилуйя», выражающий покаянную скорбь Адама.
Начиная с подготовительных — кончая 5-й неделей Великого поста на полиелее после чтения Евангелия и 50-го псалма поётся:

Покая́ния отве́рзи ми две́ри, Жизнода́вче, у́тренюет бо дух мой ко хра́му свято́му Твоему́, храм нося́й теле́сный весь оскверне́н; но я́ко щедр, очи́сти благоутро́бною Твое́ю ми́лостию.
На спасе́ния стези́ наста́ви мя, Богоро́дице, сту́дными бо окаля́х ду́шу грехми́ и в ле́ности все житие́ мое ижди́х; но Твои́ми моли́твами изба́ви мя от вся́кия нечисто́ты.
Мно́жества соде́янных мно́ю лю́тых помышля́я окая́нный, трепе́щу стра́шнаго дне су́днаго, но наде́яся на ми́лость благоутро́бия Твоего́, я́ко Дави́д вопию́ Ти: поми́луй мя, Бо́же, по вели́цей Твое́й ми́лости.

Если праздник Благовещения пришёлся на Великую пятницу, то на полиелее псалмов 134—135 нет — он начинается с песнопения «От юности моея́…» (1-й антифон 4-го гласа), затем следует прокимен праздника, потом «Всякое дыхание», далее читается отрывок Евангелия, посвящённый Благовещению, и а́бие (тотчас) — Евангелие Святых страстей 8-е (из 12-ти), 50-й псалом, стихира праздника, молитва «Спаси Боже люди твоя» и «Господи помилуй» — 12 раз.